# Филиппов, Алексей Фёдорович (математик)
Алексей Федорович Филиппов (29 сентября 1923, Москва — 10 октября 2006, Москва) — советский и российский математик, доктор физико-математических наук, автор широко известного сборника задач по обыкновенным дифференциальным уравнениям (первое издание — 1961 года).

## Биография
Родился 29 сентября 1923 года в Москве, в семье учителей глухонемых детей. В 1941 году окончил среднюю школу.
С июня 1942 года по сентябрь 1946 года служил в Красной Армии на научно-испытательном полигоне. В 1946 году был демобилизован в звании младшего лейтенанта и поступил на механико-математический факультет МГУ, который окончил в 1950 году, в течение первого года сдав экзамены за два первых курса.
В 1953 году окончил аспирантуру механико-математического факультета, защитил кандидатскую диссертацию «Плоская задача дифракции упругих волн» (научный руководитель — И. Г. Петровский, при участии С. Л. Соболева) и был оставлен на кафедре дифференциальных уравнений этого факультета. В 1976 году защитил докторскую диссертацию «Дифракция волн на многогранниках».
С 1953 года до конца жизни работал на кафедре дифференциальных уравнений механико-математического факультета МГУ, с 1955 года — в должности доцента, с 1978 года — в должности профессора. Опубликовал более 70 научных работ и несколько монографий, прочитал ряд обязательных и специальных курсов по дифференциальным уравнениям.

## Научная деятельность
Область научных интересов:
- дифференциальные уравнения,
- теория дифракции,
- дифференциальные уравнения с разрывной правой частью,
- дифференциальные включения,
- оптимальное управление,
- конечно-разностные уравнения, численные методы решения дифференциальных уравнений.

Одной из первых опубликованных работ А. Ф. Филиппова стало элементарное доказательство теоремы Жордана.
К основным научным достижениям А. Ф. Филиппова относятся:
- введение понятия устойчивости разностной схемы (совместно с В. С. Рябеньким) и доказательство фундаментального факта, что из аппроксимации и устойчивости следует сходимость (теорема Филиппова-Рябенького).[3][4] Книга В. С. Рябенького и А. Ф. Филиппова «Об устойчивости разностных уравнений» (1956) является первой в мире монографией об устойчивости разностных схем.[5]
- лемма Филиппова о существовании измеримого селектора многозначного отображения и основанная на ней теорема существования оптимального управления для широкого класса задач в теории управляемых систем.[6]
- применение аппарата дифференциальных включений для исследования дифференциальных уравнений с разрывной правой частью и оптимального управления.[7][8]

## Книги
- Рябенький В. С., Филиппов А. Ф. Об устойчивости разностных уравнений. — М.: Гостехиздат, 1956.
- А. Ф. Филиппов. Сборник задач по дифференциальным уравнениям. — Изд. 1-е. — М.: Физматгиз, 1961. — 100 с.

- А. Ф. Филиппов. Сборник задач по дифференциальным уравнениям. — Изд. 5-е. — М.: Наука, 1979. — 128 с. — 68 000 экз.
- А. Ф. Филиппов. Сборник задач по дифференциальным уравнениям. — Изд. 8-е. — М.: Интеграл-Пресс, 1998. — 208 с. — ISBN 5896020104.
- А. Ф. Филиппов. Сборник задач по дифференциальным уравнениям. — Ижевск: Регулярная и хаотическая динамика, 2000. — 176 с. — ISBN 5939720080.
- А. Ф. Филиппов. Сборник задач по дифференциальным уравнениям. — ЛКИ, 2008. — 240 с. — ISBN 9785382004556.

- А. Ф. Филиппов. Дифференциальные уравнения с разрывной правой частью. — М.: Наука, 1985.
- А. Ф. Филиппов. Введение в теорию дифференциальных уравнений. — Изд. 1-е. — Эдиториал УРСС, 2004. — 240 с. — ISBN 5354004160.
  - А. Ф. Филиппов. Введение в теорию дифференциальных уравнений. — Изд. 2-е. — Эдиториал УРСС, 2007. — 240 с. — ISBN 978-5-484-00786-8.

## Награды
Медали:
- За победу над Германией в Великой Отечественной войне 1941—1945 гг.
- Ветеран труда
- За доблестный труд. В ознаменование 100-летия со дня рождения В. И. Ленина
- Юбилейная медаль «Двадцать лет Победы в Великой Отечественной войне 1941—1945 гг.»
- Юбилейная медаль «Тридцать лет Победы в Великой Отечественной войне 1941—1945 гг.»
- Юбилейная медаль «Сорок лет Победы в Великой Отечественной войне 1941—1945 гг.»
- Юбилейная медаль «50 лет Победы в Великой Отечественной войне 1941—1945 гг.»
- Юбилейная медаль «60 лет Победы в Великой Отечественной войне 1941—1945 гг.»
- Лауреат премии им. М. В. Ломоносова (1993) — за блестящее лекторское мастерство и создание учебника «Сборник задач по дифференциальным уравнениям»
- Почётное звание «Заслуженный профессор МГУ» (1996).